# Lindy Ave
Lindy Ave (Neubrandenburg, 9 luglio 1998) è un'atleta paralimpica tedesca specializzata nelle corse di velocità e nel salto in lungo e classificata T38 a causa della sua condizione fisica che le provoca spasmi muscolari.

## Biografia
Ha iniziato a praticare l'atletica leggera nel 2007 nella sua scuola di Neubrandenburg, passando all'agonismo nel 2010 presso lo Sportclub Neubrandenburg. Dopo sei anni ha partecipato alla sua prima manifestazione internazionale, i campionati europei di atletica leggera paralimpica 2016, dove ha raggiunto la quinta posizione nei 100 e 200 metri piani T38 e il sesto posto nel salto in lungo T38. Lo stesso anno si è classificata sesta, quinta e quarta rispettivamente rispettivamente nel salto in lungo T38, nei 100 metri piani T38 e nella staffetta 4×100 metri T35-38 ai Giochi paralimpici di Rio de Janeiro 2016.
Nel 2017 è stata medaglia d'argento nei 200 metri piani T38 e bronzo nei 100 metri piani T38 ai campionati mondiali paralimpici di Londra e nel 2018 si è aggiudicata il titolo di campionessa europea dei 400 metri piani T38 ai campionati continentali di Berlino, insieme a tre medaglie d'argento nei 100 e 200 metri piani T38 e nel salto in lungo T38.
Nel 2019 non ha potuto prendere parte ai mondiali paralimpici di Dubai a causa di un infortunio.
Nel 2021, dopo essersi classificata quinta nei 100 metri piani T38 ai campionati europei paralimpici di Bydgoszcz, si è diplomata campionessa paralimpica dei 400 metri piani T38 ai Giochi paralimpici di Tokyo, dove ha anche conquistato la medaglia di bronzo nei 100 metri piani T38. Alle successive Paralimpiadi del 2024 a Parigi vince invece il bronzo nei 400 metri piani T38.

## Palmarès
| Anno | Manifestazione       | Sede           | Evento                       | Risultato | Prestazione | Note |
| ---- | -------------------- | -------------- | ---------------------------- | --------- | ----------- | ---- |
| 2016 | Europei paralimpici  | Grosseto       | 100 m piani T38              | 5ª        | 13"76       |      |
| 2016 | Europei paralimpici  | Grosseto       | 200 m piani T38              | 5ª        | 27"80       |      |
| 2016 | Europei paralimpici  | Grosseto       | Salto in lungo T38           | 6ª        | 4,24 m      |      |
| 2016 | Giochi paralimpici   | Rio de Janeiro | 100 m piani T38              | 5ª        | 13"20       |      |
| 2016 | Giochi paralimpici   | Rio de Janeiro | Salto in lungo T38           | 6ª        | 4,47 m      |      |
| 2016 | Giochi paralimpici   | Rio de Janeiro | Staffetta 4×100 m T35-38     | 4ª        | 56"04       |      |
| 2017 | Mondiali paralimpici | Londra         | 100 m piani T38              | Bronzo    | 13"16       |      |
| 2017 | Mondiali paralimpici | Londra         | 200 m piani T38              | Argento   | 27"02       |      |
| 2017 | Mondiali paralimpici | Londra         | Salto in lungo T38           | 4ª        | 4,57 m      |      |
| 2018 | Europei paralimpici  | Berlino        | 100 m piani T38              | Argento   | 13"21       |      |
| 2018 | Europei paralimpici  | Berlino        | 200 m piani T38              | Argento   | 27"24       |      |
| 2018 | Europei paralimpici  | Berlino        | 400 m piani T38              | Oro       | 1'04"12     |      |
| 2018 | Europei paralimpici  | Berlino        | Salto in lungo T38           | Argento   | 4,71 m      |      |
| 2021 | Europei paralimpici  | Bydgoszcz      | 100 m piani T38              | 5ª        | 13"20       |      |
| 2021 | Giochi paralimpici   | Tokyo          | 100 m piani T38              | Bronzo    | 12"77       |      |
| 2021 | Giochi paralimpici   | Tokyo          | 400 m piani T38              | Oro       | 1'00"00     |      |
| 2021 | Giochi paralimpici   | Tokyo          | Staffetta 4×100 m universale | Batteria  | 48"21       |      |
| 2024 | Mondiali paralimpici | Kōbe           | 400 m piani T38              | Argento   | 1'00"59     |      |
| 2024 | Giochi paralimpici   | Parigi         | 400 m piani T38              | Bronzo    | 1'00"37     |      |